# 昆布巻き

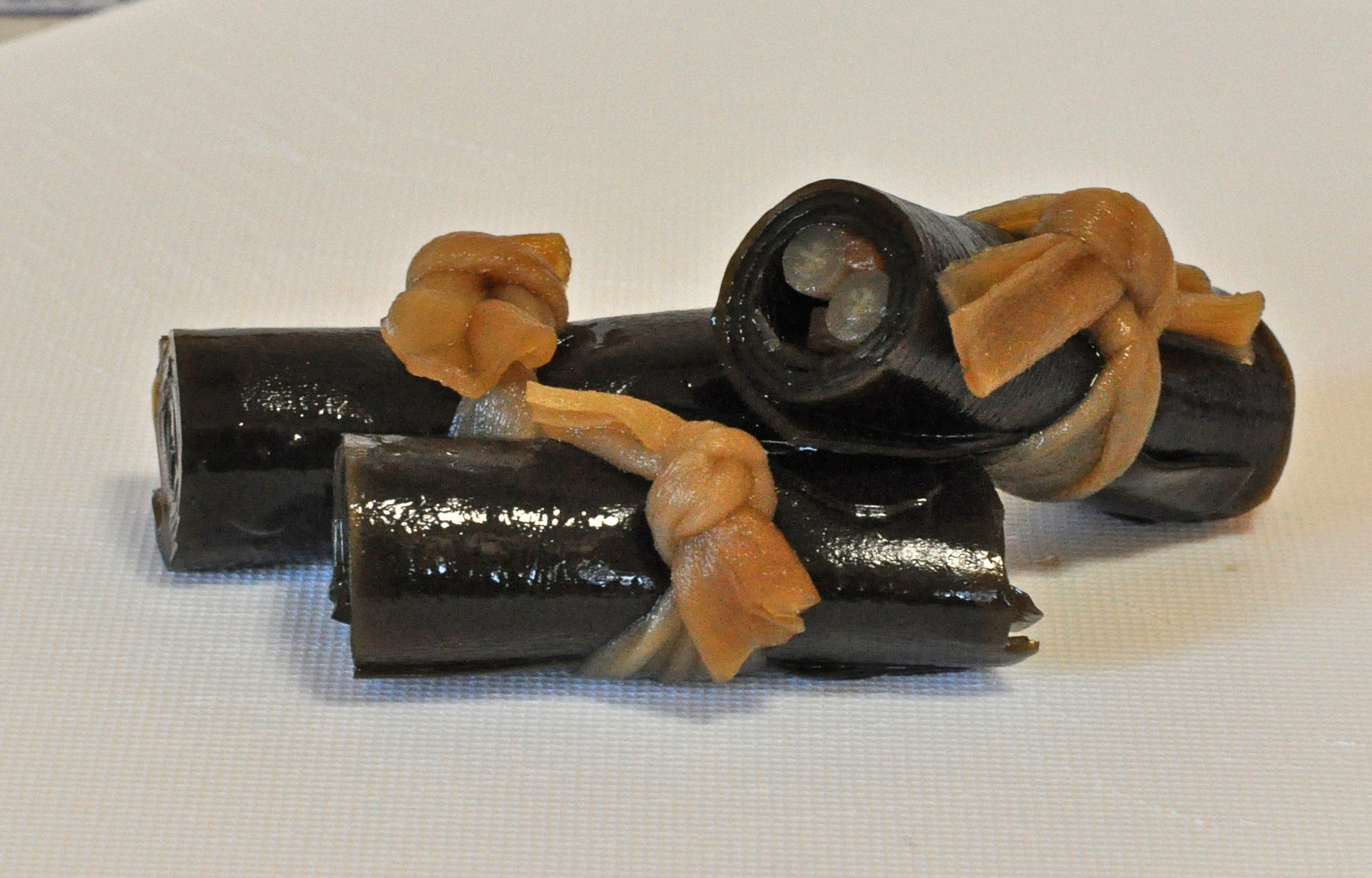
昆布巻

昆布巻き（こぶまき・こんぶまき）は、魚等をコンブで巻いて、煮る日本料理である。身欠きニシンを使用した鰊の昆布巻きが代表的である。

## 調理法
鰊の昆布巻き
1. 身欠きニシンは米のとぎ汁に漬けて戻す。毎日とぎ汁を取り替え4日ほどかかる。
2. 骨を取り除き番茶で茹でる。
3. 昆布は水で戻し柔らかくし、ニシンを包んでかんぴょうで結ぶ。
4. 経木を敷いた鍋に入れ、出汁や醤油や味醂等で甘辛く煮詰める。
5. 火を止めて冷まし味を含ませる。
6. 一口大に切って盛り付け、針にしたショウガを天盛りにして提供する。

## 文化
室町時代後期に至り、昆布の乾燥法が確立し流通量、流通圏が拡大したこと、また醤油が普及したから造られるようになったと考えられている。
「よろこぶ」に通じることから御節料理の1つ。

## 昆布巻きかまぼこ

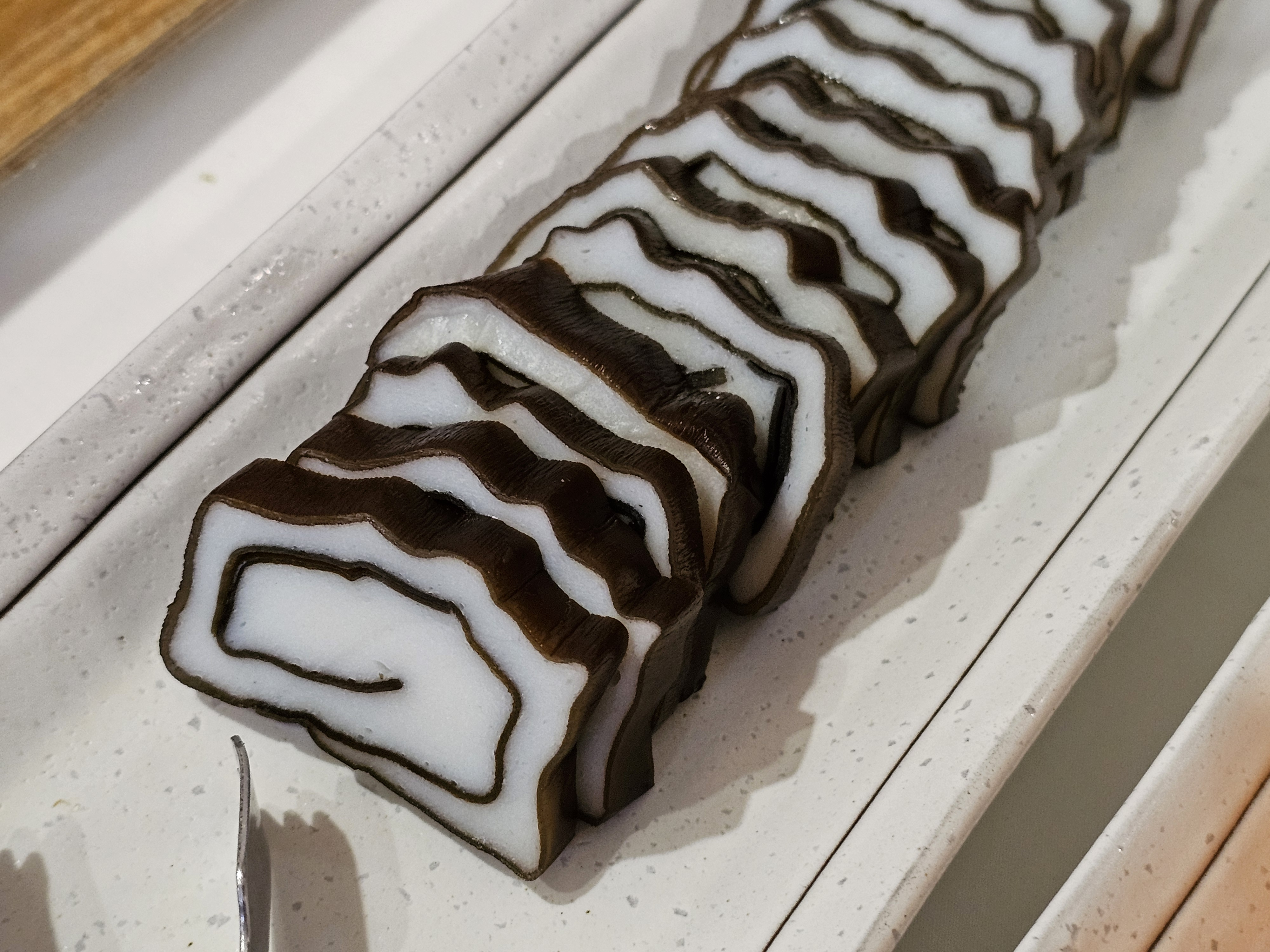
富山県の郷土料理「昆布巻きかまぼこ」

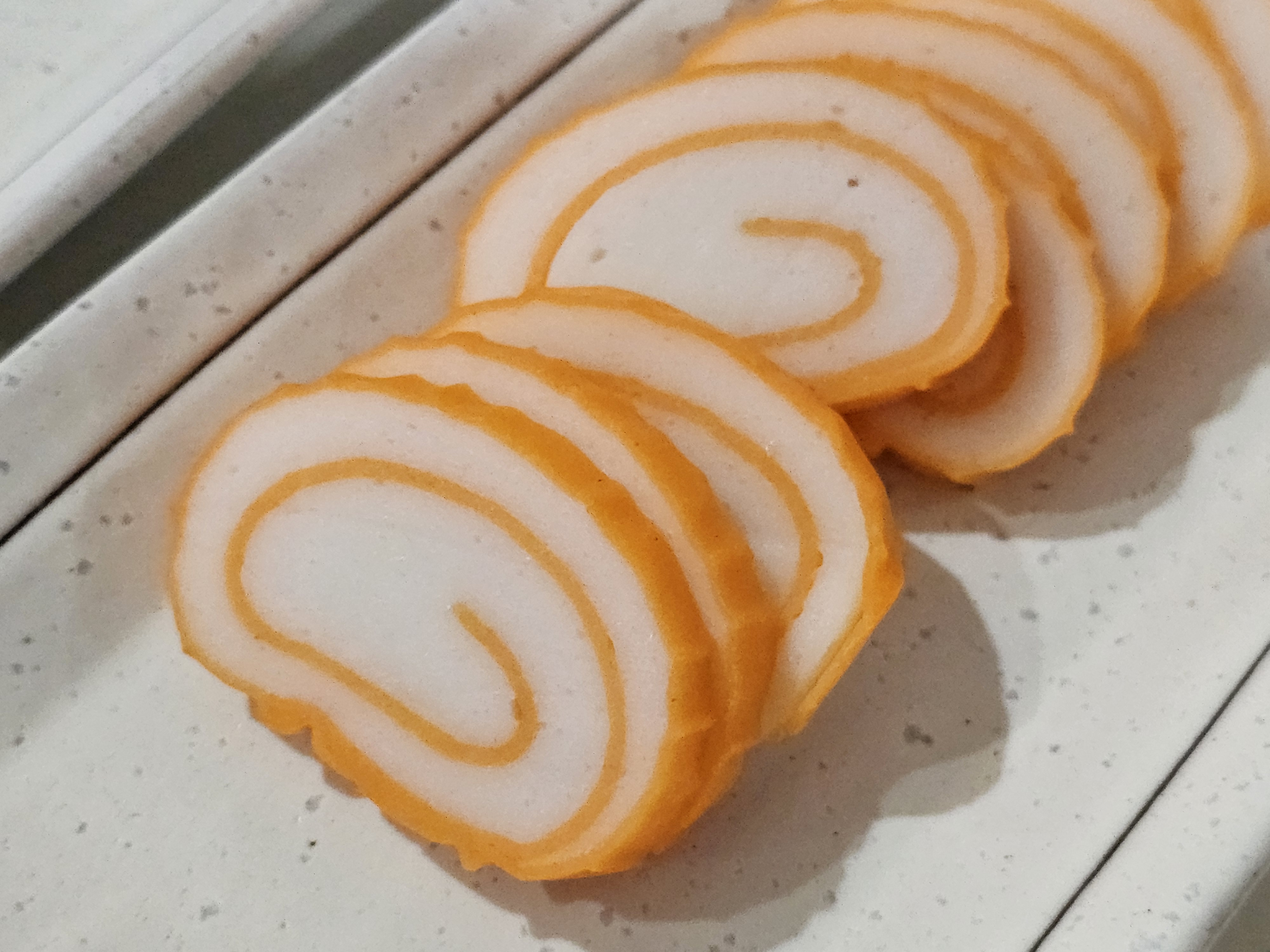
富山県の郷土料理「赤巻き」

昆布を渦巻状に巻きこんだかまぼこで、主に富山県で生産・消費される。富山県におけるかまぼこの基本形態となっており、昆布を用いない場合でも同様の形をしている。それとは対照的に全国で一般的な板付きのかまぼこは地元のかまぼこメーカーではほとんど作られていないし、スーパーでもあまり売られていない。「赤巻」が一般的によく使われるが、（食べ物の色としては避けられるはずの）「青巻」や（色の区別がつかない）「白巻」もある。かつて加賀藩の支配下にあった越中地方（富山県）では地元民の口に入りにくかった魚の代用としてかまぼこが広く食べられていた。同時に富山は昆布の消費量が多い土地柄であり、かまぼこに昆布を巻き込んだかまぼこが生まれた。